# Prêmio Scheele
O Prêmio Scheele (em sueco:  Scheelepriset) é um prêmio científico concedido pela Apotekarsocieteten, uma organização sueca de farmacêuticos. O prêmio é concedido em comemoração ao farmacêutico e químico Carl Wilhelm Scheele (1742–1786) sendo concedido desde 1961, sendo inicialmente anual e atualmente bianual. É concedido a "um cientista farmacêutico particularmente proeminente e internacionalmente reconhecido".
Um simpósio, o Scheele Symposium, sobre os tópicos de interesse do laureado em questão, é mantido em novembro, em conexão com a cerimônia de premiação.

## Laureados
- 1961 - Frank L. Rose
- 1962 - Frank P. Doyle
- 1963 - Robert Schwyzer
- 1964 - Lewis Hastings Sarett
- 1965 - Paul Janssen
- 1966 - sem premiação
- 1967 - Bernard Brodie
- 1968 - Arnold H. Beckett
- 1969 - Takeru Higuchi
- 1970 - Norman J. Harper
- 1971 - Albert Hofmann
- 1972 - Carl Djerassi
- 1973 - Harold N. MacFarland
- 1974 - Everhardus Jacobus Ariëns
- 1975 - Edward P. Abraham
- 1976 - Evan Charles Horning
- 1977 - Hans W. Kosterlitz
- 1978 - Sidney Riegelman
- 1979 - Peter Speiser
- 1980 - Harri R. Nevanlinna
- 1981 - George K. Aghajanian
- 1982 - Charles Weissmann
- 1983 - James Black
- 1984 - Malcolm Rowland
- 1985 - Stanley S. Davis
- 1986 - Luc Montagnier
- 1987 - Roland W. Frei
- 1988 - David Goeddel
- 1989 - Dennis V. Parke
- 1990 - Gerhard Levy
- 1991 - Barry Sharpless
- 1992 - Kōji Nakanishi
- 1993 - Alexander T. Florence
- 1994 - Gregory Winter
- 1995 - Patrik J. Hendra
- 1996 - Gordon L. Amidon
- 1997 - Julian E. Davies
- 1998 - Albert I. Wertheimer
- 1999 - John W. Daly
- 2000 - Douwe D. Breimer
- 2001 - Andrew Wyllie
- 2003 - Jonathan A. Ellman
- 2005 - Jan van der Greef
- 2007 - Mathias Uhlén
- 2009 - Dennis J. Slamon
- 2011 - Kathleen Giacomini
- 2013 - Garret A. FitzGerald
- 2015 - Robert Langer[2]
- 2017 – Charles Sawyers
- 2019 – Emmanuelle Charpentier